# Superpuchar Polski 2015
La 24ª edizione della Supercoppa di Polonia  si è svolta il 10 luglio 2015 all'INEA Stadion di Poznań tra il Lech Poznań, vincitrice del campionato e il Legia Varsavia, vincitore della coppa nazionale.
A vincere il trofeo, per la quinta volta nella sua storia, stabilendo un record per la competizione, è stato il Lech Poznań.

## Tabellino
| Arbitro: | Mariusz Złotek (Stalowa Wola) |

|                                       |           |            |
| Kędziora 10’ Kamiński 35’ Linetty 87’ | Marcatori | 90+4’ Żyro |